# Калье-є Нов (Шазанд)
Калье-є Нов (перс. قلعه نو) — село в Ірані, у дегестані Гендудур, у бахші Сарбанд, шагрестані Шазанд остану Марказі. За даними перепису 2006 року, його населення становило 226 осіб, що проживали у складі 50 сімей.

## Клімат
Середня річна температура становить 11,82 °C, середня максимальна – 30,87 °C, а середня мінімальна – -11,04 °C. Середня річна кількість опадів – 288 мм.
| Клімат поселення                              | Клімат поселення | Клімат поселення | Клімат поселення | Клімат поселення | Клімат поселення | Клімат поселення | Клімат поселення | Клімат поселення | Клімат поселення | Клімат поселення | Клімат поселення | Клімат поселення | Клімат поселення |
| Показник                                      | Січ.             | Лют.             | Бер.             | Квіт.            | Трав.            | Черв.            | Лип.             | Серп.            | Вер.             | Жовт.            | Лист.            | Груд.            |                  |
| Середній максимум, °C                         | 6,51             | 8,46             | 13,07            | 19,32            | 24,46            | 30,17            | 30,87            | 30,30            | 25,82            | 20,07            | 12,84            | 7,20             |                  |
| Середня температура, °C                       | −2,27            | −0,31            | 4,30             | 10,56            | 15,68            | 21,39            | 25,09            | 24,52            | 20,06            | 14,30            | 7,07             | 1,41             |                  |
| Середній мінімум, °C                          | −11,04           | −9,08            | −4,48            | 1,79             | 6,91             | 12,62            | 19,32            | 18,74            | 14,28            | 8,52             | 1,30             | −4,36            |                  |
| Норма опадів, мм                              | 47               | 43               | 52               | 36               | 27               | 5                | 1                | 1                | 0                | 6                | 27               | 43               |                  |
| Середньомісячна швидкість вітру, м/с          | 1.44             | 2.42             | 2.55             | 2.78             | 2.54             | 2.45             | 2.50             | 2.30             | 2.26             | 1.94             | 1.61             | 1.36             |                  |
| Середньомісячна сонячна радіація, кДж/м²·день | 9555             | 12682            | 15419            | 18587            | 22627            | 26953            | 25923            | 24322            | 21511            | 16151            | 11390            | 9325             |                  |
| --------------------------------------------- | ---------------- | ---------------- | ---------------- | ---------------- | ---------------- | ---------------- | ---------------- | ---------------- | ---------------- | ---------------- | ---------------- | ---------------- | ---------------- |
| Джерело:                                      |                  |                  |                  |                  |                  |                  |                  |                  |                  |                  |                  |                  |                  |